# Trepanace

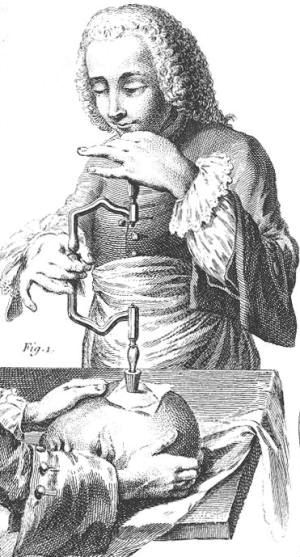
Historické vyobrazení trepanace

Trepanace je chirurgický zákrok, během kterého dochází k proražení lebky a vytvoření otvoru v ní. Období rozkvětu trepanace spadá do pozdní doby kamenné. Zákrok byl pravděpodobně používán k léčbě bolestí hlavy, zlomenin lebky a některých duševních chorob na celém světě.
Zvlášť populární byla trepanace ve starém Peru, kde byly nalezeny lebky, které měly až pět otvorů po trepanaci. Také na českém území bylo nalezeno několik desítek lebek s trepanačními otvory. Některé národy trepanaci provádějí dodnes.

## Vznik trepanace
Metodou pokusu a omylu se naši předkové naučili vyvrtávat otvor do lebeční kosti, aniž by poranili tzv. tvrdou plenu, která chrání mozek. Až do doby bronzové se zákrok prováděl kamennými nástroji a bez umrtvení. V době kamenné přežilo zákrok přibližně 30 % trepanovaných .[zdroj?] V Římské říši a ve středověku se k trepanaci používaly různé kovové nástroje, tzv. trepany. V roce 1320 ji slavný francouzský lékař Mondeville doporučoval již jen ve třech případech: pokud chtěl lékař vyděsit přítomné, aby dosáhl lepšího honoráře nebo aby neměl špatnou pověst. Na nebezpečnost a zbytečnost trepanace začal poukazovat hlavně P. J. Desaults a zanedlouho přibyli i mnozí další. Např. německý chirurg Dieffenbach o trepanaci napsal „Ve většině případů je to bezpečný prostředek, jak nemocného přivést na onen svět.” Obecná popularita trepanace přetrvala až do konce 19. století, kdy Harvey Cushing položil základy moderní vědecké neurochirurgie.

## Trepanace v prehistorii
Trepanace lebky v předhistorické době je takřka kulturní univerzálií. Objevuje se kromě Antarktidy na všech kontinentech. Žádné stopy po tomto jevu nebyly zatím nalezeny pouze v povodí Amazonky a v některých oblastech jižní Afriky. Trepanace nebyla známa ve většině vyspělých starověkých civilizací, jako například ve starověké Číně a Indii a stejně tak i navzdory slavnému románu M. Waltariho ani ve starověkém Egyptě.
Trepanace lebky patří k vůbec nejstarším prokázaným chirurgickým zákrokům, což však může být způsobeno faktem, že o chirurgických zákrocích prováděných na měkkých tkáních se z kosterních pozůstatků mnoho nedozvíme. Někteří odborníci dle několika nálezů zastávají hypotézu, že zákrok mohl být prováděn již v paleolitu, ovšem o tom, zda se u těchto nálezů opravdu jedná o trepanaci, se zatím vedou spory. Nezvratné jsou však nálezy z neolitu. Z pozdního eneolitu je nálezů jen velmi málo, což je zřejmě způsobeno přechodem na žárový způsob pohřbívání. V andské oblasti, kde je počet nálezů prokázané trepanace lebky velmi vysoký, byl tento zákrok praktikován přibližně od roku 500 př. n. l.
Existuje několik základních technik provádění trepanace lebky. Technika, která je nejčastější v evropském neolitu, je postupným škrabáním. Prováděla se nejspíše ostrým pazourkovým nástrojem a to směrem od okrajů plánovaného otvoru k jeho středu. Vzniká tak charakteristický otvor, který má na vnější straně kosti větší průměr. Další technikou je vrtání. Nejedná se pouze o vrtání  jak ho známe ze středověku, kdy byl jednoduše vyvrtán otvor jediným vrtáním v průměru vrtáku (trepanu). Mezi techniku vrtáním se řadí i odvrtávání slabým nástrojem po obvodu zamýšleného otvoru a následné vylomení kosti. Vznikl tak fragment kosti, který je nazýván rondel. Na těchto nálezech jsou patrné vroubkované okraje otvoru. Podle teorie antropologa Lucase Championniéra, byly i některé nálezy s hladkým a šikmým otvorem prováděny touto technikou, ale okraje otvoru byly následně zahlazeny pazourkovým nástrojem. Další technikou je trepanace řezem, která je velmi častá u nálezů z andské oblasti. Otvor byl vyřezáván ostrým nástrojem zpravidla do tvaru obdélníku. U těchto nálezů jsou patrné přesahy řezu v rozích otvoru. Významný český antropolog Emanuel Vlček dále mezi trepanační techniky řadí i kauterizaci, což je zvláštní způsob perforace lebeční kosti vypalováním.
Stejně jako existuje několik trepanačních technik, tak ani motiv zákroku nebyl jednotný. Motiv trepanace v prehistorické době se stal předmětem bádání prakticky okamžitě po tom, co neurochirurg a antropolog P. Broca poprvé identifikoval trepanaci na jedné lebce z prehistorického andského nálezu. Byli to právě P. Broca a jeho spolupracovník  D. M. Pruniéres, kdo analyzovali velké množství lebek z andské oblasti i z evropských nalezišť a vypracovali první obsáhlé pojednání o prehistorické trepanaci lebky. Při pokusu interpretovat motiv tohoto zákroku však došli ke značným rozporům a bylo jasné, že stojí před velkým problémem. Uspokojivou kategorizaci zveřejnil až o více než půlstoletí později F. P. Lisowski, který motiv trepanace roztřídil do tří základních skupin. K první skupině řadí případy, kdy byl zákrok prováděn po poranění hlavy, jež způsobovalo různé zdravotní komplikace a jeho cílem bylo vyčistit ránu od úlomků kostí, nebo od krevní sraženiny atd. Druhá skupina motivů je magicko-terapeutická, kdy cílem je také léčba, ale pomocí magie. Nejběžnějším příkladem je představa, že nemoc způsobuje zlý duch, jehož je nutno pomocí trepanace vypustit z hlavy ven. Třetí skupinu Lisowski definoval jako magicko-rituální. Do této kategorie spadají všechny zákroky, které jsou prováděny s jiným cílem, než je léčení a osoba, která tento zákrok podstupuje je zpravidla zdravým jedincem. Cílem může být magická ochrana, kterou má takový zákrok podle aktérů zajistit, nebo je zmiňována i jako prostředek krevní msty.

## Moderní výskyt
V první polovině 20. století byla trepanace používána při provádění frontální lobotomie. Lebka byla trepanována zepředu a do otvoru se poté strčil nástroj, kterým byla narušena nervová spojení v mozku. Tím mělo dojít k léčbě některých psychických poruch (např. schizofrenie). V roce 1945 byla objevena transorbitální lobotomie, při které se nástroj zavedl očním důlkem pacienta a trepanace tak nebyla potřebná. Dnes je trepanací označován návrt do lebky, obvykle o průměru do 10mm. Tento návrt může sloužit pro odstranění akutních potíží (snížení nitrolebního tlaku), k diagnostice (krvácení do mozku) či jako výchozí operace pro provedení kraniektomie, kdy je trepanační otvor následně rozšířen pomocí kostních kleští. Kraniektomie se používá např. při vážných poraněních mozku či zlomeninách lebky.
Některé africké kmeny dodnes využívají trepanace k odstranění některých zdravotních potíží. Např. kmen Kisii v Keni používá primitivní trepanaci především při odstraňování bolestí hlavy v důsledku úrazů, ale také vyhánění zlých duchů, posednutí atp. Trepanace je zde obvykle prováděna nožem se zahnutým hrotem a bez umrtvení.

## Dobrovolná trepanace

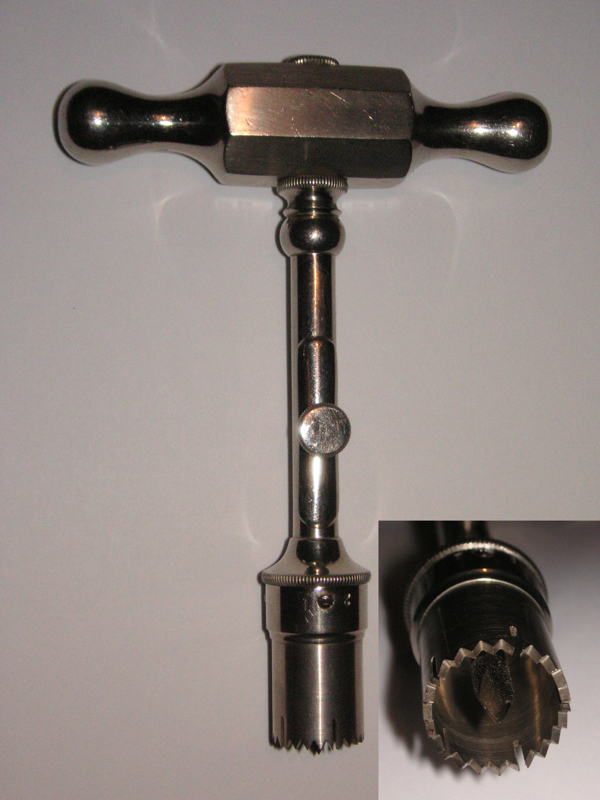
Trepan podobný tomu, který použil Mellen

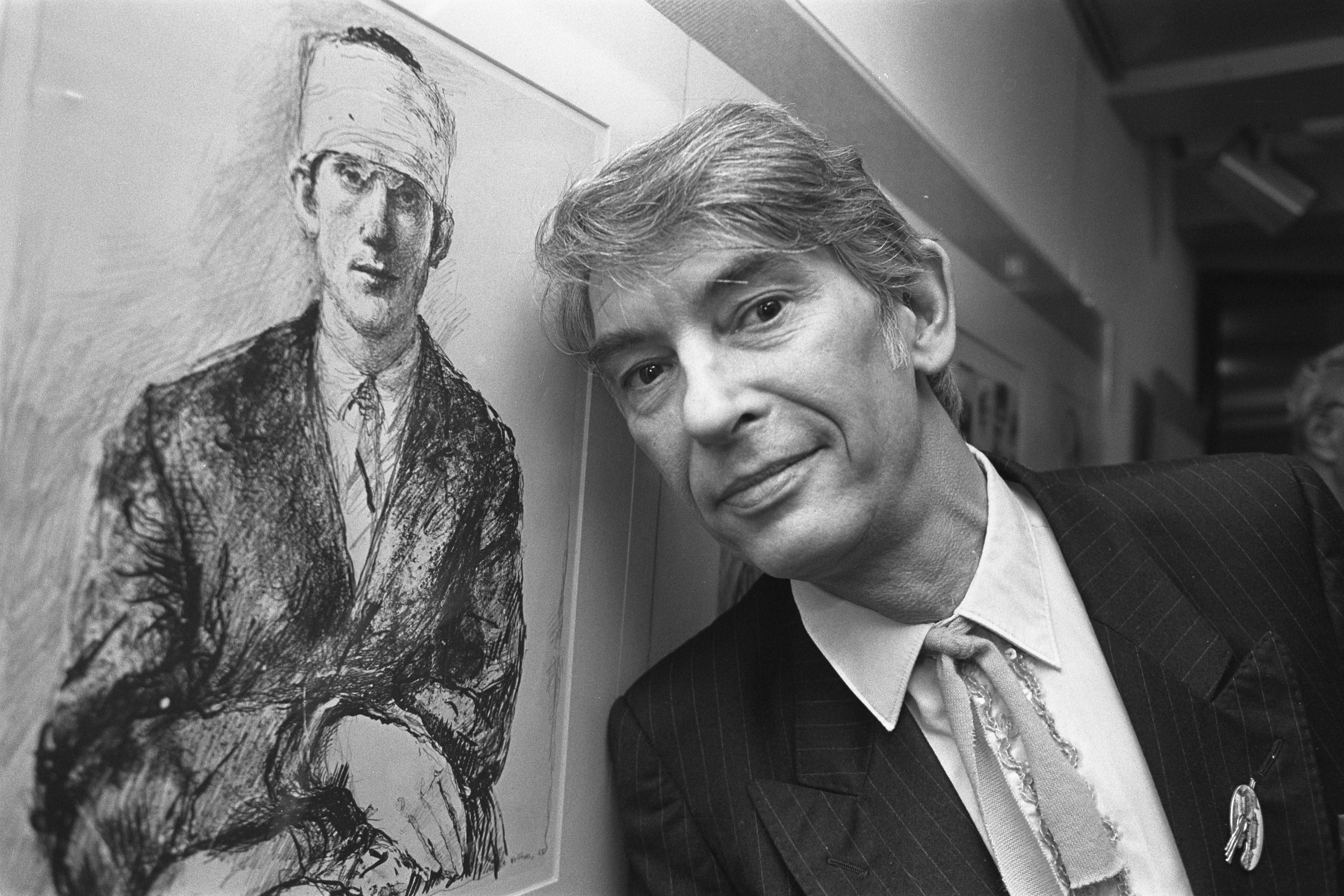
Bart Hughes

Dobrovolnou trepanací je označován trepanační zákrok, který na sobě nechá dotyčný vykonat bez akutních zdravotních potíží. V roce 1964 přišel nizozemský student medicíny Bart Hughes s teorií, podle které je mozek dospělého člověka utlačován lebkou a nedochází tak k jeho úplnému prokrvení a okysličení. To má mít za následek omezení některých jeho funkcí a celkové zhoršení psychického stavu. Hughes viděl v trepanaci cestu, jak umožnit mozku pulsovat v rytmu srdečního tepu, tím se dokonaleji prokrvit a tak fungovat lépe. Člověka s provedenou trepanací nazval Homo Sapiens Correctus. Poté, co nenašel žádného lékaře, který by u něho operaci provedl, vyvrtal si Hughes otvor do lebky sám za použití zrcadla a zubařské vrtačky. Svou operaci nafotil a zveřejnil. Na přelomu 60. a 70. let, ovlivněni jeho prací, na sobě vykonali trepanaci Britové Joey Mellen a Amanda Feildingová. Mellen se pokoušel o trepanaci za pomocí manuálního trepanu. Při prvním pokusu si ho nedokázal sám zavést do lebky. Při druhém proto požádal o pomoc Feildingovou, avšak těsně před dokončením operace omdlel a musel být hospitalizován. Po vyšetření na psychiatrii se rozhodl operaci dokončit. Při třetím pokusu skutečně v nástroji zůstal úlomek lebky. Mellen si však nebyl jistý, zda se dostal skrz a proto si později vyvrtal jiný otvor zubařskou vrtačkou. Feildingová si trepanaci provedla také za pomoci zubařské vrtačky. Celý průběh nafilmovala pro svůj dokument Heartbeat in the Brain. Hughes, Mellen a Feildingová se stali předními propagátory dobrovolné trepanace. Feildingová zařadila právo na trepanaci do svého programu, když kandidovala do britského parlamentu. Ačkoliv skupina zastánců této metody (fungují pod zkratkou ITAG) tvrdí opak, žádná nezávislá studie neprokázala přínos trepanace na trvalé zvýšení prokrvení mozku a znatelné zlepšení jeho funkce.